# Rouillé

Rouillé este o comună în departamentul Vienne, Franța. În 2009 avea o populație de 2,491 de locuitori.